# Adnan Dibrani
Adnan Dibrani (ur. 12 lutego 1985 w Mitrowicy) – szwedzki polityk albańskiego pochodzenia, deputowany do Riksdagu, poseł do Parlamentu Europejskiego X kadencji.

## Życiorys
W 1992 opuścił Jugosławię i osiedlił się w Szwecji. Kształcił się w zakresie ekonomii i nauk politycznych w Internationella Handelshögskolan i Jönköping. Pracował w sektorze finansowym. Zaangażował się w działalność polityczną w ramach Szwedzkiej Socjaldemokratycznej Partii Robotniczej (SAP). W 2010 po raz pierwszy uzyskał mandat posła do Riksdagu. Z powodzeniem ubiegał się o reelekcję w wyborach w 2014, 2018 i 2022. W 2024 został natomiast wybrany do Parlamentu Europejskiego X kadencji.